# Maskinongé (ancienne circonscription fédérale)
Pour les articles homonymes, voir Maskinongé.
Maskinongé fut une circonscription électorale fédérale de la région de Lanaudière au Québec. Elle fut représentée de 1867 à 1925.
C'est l'Acte de l'Amérique du Nord britannique de 1867 qui créa ce qui fut appelé le district électoral de Maskinongé. Abolie en 1924, la circonscription fut fusionnée à Berthier—Maskinongé.

## Géographie
En 1867, la circonscription de Maskinongé fut bornée par le comté de Saint-Maurice au nord-est, Trois-Rivières au sud-ouest et par le fleuve Saint-Laurent.
En 1867, la circonscription comprenait:
- Les paroisses de Maskinongé, Saint-Léon, Saint-Paulin, Sainte-Ursule, Saint-Didace et Saint-Justin
- Le canton d'Hunterstown

## Députés
1. 1867-1872 — George Caron, Conservateur
2. 1872¹-1878 — Louis-Alphonse Boyer, Libéral
3. 1878-1884 — Frédéric Houde, Nationaliste conservateur
4. 1884¹-1887 — Alexis Lesieur Desaulniers, Conservateur
5. 1887¹-1891 — Charles-Jérémie Coulombe, Conservateur
6. 1891-1903 — Joseph-Hormisdas Legris, Libéral
7. 1903¹-1911 — Hormidas Mayrand, Libéral
8. 1911-1917 — Adélard Bellemare, Conservateur indépendant
9. 1917-1921 — Hormidas Mayrand, Libéral (2)
10. 1921-1925 — Eugène Desrochers, Libéral

¹ = Élections partielles